# Хутарг
Хутарг (лезг. Хутарг) — упразднённое село в Сулейман-Стальском районе Дагестана. На момент упразднения входило в состав Аламишинского сельсовета. В 1970-е году жители села переселены в село Аламише.

## География
Располагалось на левобережном склоне долины реки Ругунчай, в 5,5 км (по прямой) к северо-западу от села Юхарикартас.

## История
До вхождения Дагестана в состав Российской империи селение входило в состав Кутуркюринского магала Кюринского ханства. После присоединения ханства к Российской империи числилось в Кеанском сельском обществе Кутур-Кюринского наибства Кюринского округа Дагестанской области. В 1895 году селение состояло из 89 хозяйств. По данным на 1926 год село состояло из 112 хозяйств. В административном отношении являлось центром Хутаргского сельсовета Касумкентского района. В советские годы действовал колхоз имени XVII Партсъезда. В 1966 году село было сильно разрушено землетрясением. Жителей населённого пункта, было решено переселить на земли совхоза «Коммуна», где было образовано село Аламише. Исключено из учётных данных в 1970-е годы.

## Население
| Год       | 1895 | 1907 | 1926 | 1939 | 1970 |
| --------- | ---- | ---- | ---- | ---- | ---- |
| Население | 446  | 476  | 476  | 433  | 107  |

По данным Всесоюзной переписи населения 1926 года, в национальной структуре населения лезгины составляли 100 %